# 엘빗 스카이라크

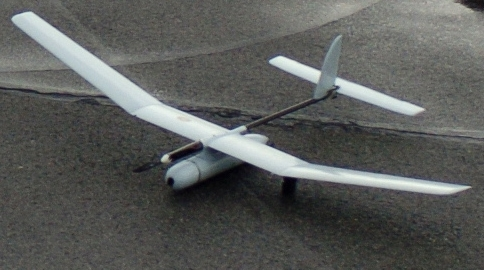
Skylark I

스카이라크는 이스라엘의 엘빗사가 생산하는 무인정찰기이다.

## 대한민국
2004년 5월 24일, 대한민국의 테크메이트사는 이스라엘 엘빗(Elbit)사와 기술 협력을 통해 스카이라크(Skylark)급 첩보 UAV 개발이 가능하다고 밝혔다.
대한민국 육군은 2007년 말, 이스라엘 엘빗사와 스카이라크 2를 계약했다. 여단급 부대에서 사용될 예정이다.